# Rakhuna
Rakhuna is een dorp in het district Southern in Botswana. De plaats telt 1355 inwoners (2011).